# Räuberhöhle (Spital am Semmering)
Als Räuberhöhle werden drei Höhlen oberhalb der Zatzka-Villen in Spital am Semmering im österreichischen Bezirk Bruck-Mürzzuschlag in der Steiermark bezeichnet. Sie werden von Kletterern genutzt, die 17 Boulder weisen einen Schwierigkeitsgrad von 5a bis 7c auf. In einer der Höhlen wurde der Schmetterling Zackeneule nachgewiesen.

## Kleine Räuberhöhle
Die erste der drei Höhlen, auch Kleine Räuberhöhle genannt, ist heute nicht mehr als eine kleine Aushöhlung im Felsgestein, die nur wenige Meter in den Berg reicht und angeblich bereits im 12. Jahrhundert verschüttet wurde, um sie für die sagenhaften Räuber des Cerwaldes unbrauchbar zu machen.

## Mittlere Räuberhöhle
Die Gänge der Mittleren Räuberhöhle (Katasternummer 2861/12, im Österreichischen Höhlenkataster als „Räuberhöhle“ bzw. „Kleine Räuberhöhle“, „Zweite Räuberhöhle“ und „Tropfsteinhöhle“ geführt) reichen 120 Meter in den Berg. Sie verzweigen sich immer mehr und werden schließlich unpassierbar. Von ihr aus sollen Geheimgänge in die nähere Umgebung und bis nach Niederösterreich führen.
Im Höhleninneren finden sich eiserne Schienen, die aus dem Jahr 1912 stammen, als vom Spitaler Höhlenverein dort eine Schauhöhle errichtet wurde. Die Tropfsteine sind schwer beschädigt.

## Große Räuberhöhle
Die Große Räuberhöhle (2861/17, auch „Zederhaushöhle“, „Obere Räuberhöhle“ und „Taborloch“ genannt) liegt rund 200 Meter westlich der Mittleren Räuberhöhle. Bereits 1828 beschrieb der Dorfrichter von Spital am Semmering, Johann Glück, die Höhle in der steiermarkweit gelesenen Zeitschrift „Der Aufmerksame“, einer biedermeierlichen Bildungsbeilage zur „Grätzer Zeitung“, in einem umfassenden Artikel mit dem Titel „Die Räuberhöhle, sonst Zederhaus, allgemein aber die Taborwand genannt (bey Spital a.S.)“.
Die Große Räuberhöhle ist eine von zwei mit Wehranlagen versehenen Höhlen der Steiermark. Sie weist Versinterungen auf, jedoch keine Tropfsteine. 
Einer Sage nach sollen in ihr die Räuber des Cerwaldes gelebt haben. Das einzige sichere Indiz dafür ist eine Urkunde aus dem Jahr 1220, in der diese Räuber genannt werden. 
Im 17. und 18. Jahrhundert hielten sich, durch mehrere Quellen belegt, in der Großen Räuberhöhle mehrfach Gruppen abgerüsteter Soldaten und so genannter „Zigeuner“ auf, denen die Höhle als Unterschlupf diente und von wo aus sie das Umland unsicher machten.
Die Höhle diente wahrscheinlich bereits seit dem 15. Jahrhundert, z. B. in den Wirren der Baumkircher Fehde, bei Ungarn- und Türkeneinfällen der Bevölkerung des Fröschnitztals als Zuflucht. Ihre mit Schießscharten und einer Torverriegelung ausgestattete Wehrmauer ist heute nicht mehr erhalten. 
Der steirische Historiker Robert Baravalle nahm an, dass es sich bei der Räuberhöhle ursprünglich um die Höhlenburg eines niederen Ritters handelte, die später zu einer Fluchtburg, einem Tabor, ausgebaut wurde. Sicher wurde die Fluchthöhle spätestens während der ersten Türkenbelagerung Wiens im Jahr 1529 wieder genutzt und stand wahrscheinlich auch noch während der zweiten Türkenbelagerung Wiens im Jahr 1683 letztmals in Verwendung.